# はじまらない恋
『はじまらない恋』（はじまらないこい）は、髙原秀和監督による日本映画である。2024年12月7日公開。
2024年11月開始の『OP PICTURES＋フェス2024』内で公開される作品の一つ。
2024年12月13日より『ぷにゅ活　いっパイ大好き』のタイトルで70分に短縮編集され成人映画館で公開。

## あらすじ
クリスマスの予定を開けていたにもかかわらずクリスマス前に彼氏にふられた石田風花。ボクササイズで通っていたジムではその反動か当たりが強くなり、トレーナーからプロを薦められるほどであった。同じボクシングジムに通う友人・みおには本心を見破られ、クリスマス当日は2人で飲み明かす。それでも疼いた風花だったが、みおの勧めで女性用風俗を利用してみる。
やってきたセラピストの晴翔（はるき）は職に慣れていない、どこか抜けているポンコツセラピストだった。風花はどこか母性本能をくすぐる晴翔に愛おしさを感じ、定期的に女性用風俗を利用するようになる。徐々に生活が苦しくなる風花は収入を増やすため自らも風俗の面接を受けることを決意する。
一方のみおは、お気に入りセラピストの秀樹に、店舗に内緒で本番オプションを支払っており、その金額を2万から3万に引き上げられ、店にバレそうだからと100万円を求められていた。

## 登場人物
石田風花
演 - 宍戸里帆
クリスマス前に振られた会社員。ボクササイズを趣味とする。料理などは大の苦手。
小川みお
演 - 入田真綾
アパレル企業に勤めるスポーティ女子。性格は男前。女性用風俗にハマっている。
大塚優奈
演 - 福田もも
風花の友人。風花が女性用風俗にハマりつつあるのを注意するが、自身も彼とのハメ撮りにハマっている。
酒井晴翔
演 - 長森要
女性用風俗の新人セラピスト。田舎出身で将来は地元に帰り飲食店を開くのが夢。禁止事項は守るタイプ。
大塚秀樹
演 - 烏丸達平
女性用風俗の人気セラピスト。禁止事項もオプション料金で承る。金にならないことにはそっけない。
麻木淳一
演 - 佐藤一馬
優奈の彼氏。
あかね
演 - 森川凜子
女性用風俗の客。
れみ
演 - 音羽美鈴
とあることからバッタリ優奈と出会うことになったスマイル女子。
風俗店店長
演 - 佐々木和也
赤裸々にしゃべる風俗店の面接担当者。
小島まさる
演 - 木庭博光
ボクシングジムのトレーナー。減量が苦手で体を大きくすることを優先したため、プロボクサーは断念。楽しく運動することを生きがいとする。周囲にはコジコジの愛称で呼ばれている。

## スタッフ
- 監督：髙原秀和
- 脚本：髙原秀和 福井遥香
- 撮影：下山天
- 照明：田宮健彦
- 録音：百瀬賢一
- 編集：髙原秀和
- 音楽：おおくぼけい
- 助監督：森山茂雄 小泉剛 末永賢
- イラスト：福井遥香
- スチール：本田あきら
- 仕上げ：東映ラボ・テック
- 提供・配給：オーピー映画